# Serranus flaviventris
Serranus flaviventris és una espècie de peix de la família dels serrànids i de l'ordre dels perciformes.

## Morfologia
Els mascles poden assolir els 7,5 cm de longitud total.

## Distribució geogràfica
Es troba des de les Grans Antilles fins a l'Uruguai.